# 애나 켄드릭
애나 켄드릭(Anna Kendrick, 1985년 8월 9일 ~ )은 미국의 배우이자 가수이다. 연극 작품의 아역 배우로서 경력을 시작했다. 첫 주요 작품은 1998년 브로드웨이 뮤지컬 《상류 사회》였으며, 이 작품으로 그녀는 토니상 뮤지컬 부문 여성 배우상 후보에 지명됐다. 뮤지컬 코미디 영화 《캠프》 (2003)로 영화 무대 데뷔를 했다. 렌마르 아르네호
켄드릭은 트와일라잇 시리즈(2008–2012)에서 제시카 스탠리라는 조연 역할로, 인지도를 올렸다. 2009년에 개봉한, 제이슨 라이트먼의 코미디 드라마 영화 《인 디 에어》에 출연하여, 비평가들의 호평을 얻고 아카데미 여우조연상 후보에 오르기도 했다. 피치 퍼펙트 시리즈 (2012-2017)에서 베카 미첼 역으로 더욱 인지도를 얻었다.
코미디 드라마 영화 《50/50》 (2011), 범죄 드라마 영화 《엔드 오브 왓치》 (2012), 뮤지컬 판타지 영화 《숲속으로》 (2014), 드라마 영화 《케이크》 (2014), 성인 코미디 영화 《마이크와 데이브는 데이트 상대가 필요해》 (2016), 코미디 애니메이션 영화 《트롤》 (2016), 미스터리 스릴러 코미디 영화 《부탁 하나만 들어줘》 (2018) 등에도 출연했다. 2016년에 《Scrappy Little Nobody》라는 회고록을 출판하기도 했다.

## 작품 목록

### 영화
| 연도 | 제목                                   | 배역                 | 비고        |
| ---- | -------------------------------------- | -------------------- | ----------- |
| 2003 | 캠프                                   | 프릿지 와그너        |             |
| 2007 | 로켓 사이언스                          | 지니 라이어스        |             |
| 2008 | 트와일라잇                             | 제시카 스탠리        |             |
| 2009 | 엘스웨어                               | 사라                 |             |
| 2009 | 마크 피즈 익스피리언스                 | 맥 브릭먼            |             |
| 2009 | 뉴문                                   | 제시카 스탠리        |             |
| 2009 | 인 디 에어                             | 내털리 키너          |             |
| 2010 | 이클립스                               | 제시카 스탠리        |             |
| 2010 | 스콧 필그림                            | 스테이시 필그림      |             |
| 2011 | 50/50                                  | 캐서린 매케이        |             |
| 2011 | 브레이킹 던 part 1                     | 제시카 스탠리        |             |
| 2012 | 임신한 당신이 알아야 할 모든 것        | 로지 브랜넌          |             |
| 2012 | 파라노만                               | 코트니 뱁콕 (목소리) |             |
| 2012 | 엔드 오브 왓치                         | 자넷 테일러          |             |
| 2012 | 피치 퍼펙트                            | 베카 미첼            |             |
| 2012 | 컴퍼니 유 킵                           | 다이애나             |             |
| 2013 | 드링킹 버디즈                          | 질                   |             |
| 2013 | 랩쳐-파루자                            | 린지 루이스          |             |
| 2014 | 라이프 애프터 베스                     | 에리카 웩슬러        |             |
| 2014 | 더 보이스                              | 리사                 |             |
| 2014 | 해피 크리스마스                        | 제니                 |             |
| 2014 | 숲속으로                               | 신데렐라             |             |
| 2014 | 케이크                                 | 니나 콜린스          |             |
| 2015 | 더 라스트 파이브 이어즈                | 캐시 하이야트        |             |
| 2015 | 피치 퍼펙트: 언프리티 걸즈             | 베카 미첼            |             |
| 2015 | 디깅 포 파이어                         | 알리시아             |             |
| 2016 | 겟 어 잡                               | 질리언 스튜어트      |             |
| 2016 | 미스터 라잇                            | 마사 매케이          |             |
| 2016 | 마이크와 데이브는 데이트 상대가 필요해 | 앨리스               |             |
| 2016 | 더 홀라스                              | 레베카               |             |
| 2016 | 어카운턴트                             | 다나 커밍스          |             |
| 2016 | 트롤                                   | 파피 (목소리)        |             |
| 2017 | 테이블 19                              | 앨루이즈 맥게리      |             |
| 2017 | 피치 퍼펙트 3                          | 베카 미첼            |             |
| 2018 | 부탁 하나만 들어줘                     | 스테파니 스모더스    |             |
| 2019 | 그 날이 온다                           | 켄드라               |             |
| 2019 | 노엘                                   | 노엘 크링글          |             |
| 2020 | 트롤: 월드 투어                        | 파피 여왕            | 애니메이션  |
| 2021 | 스토어웨이                             | 조이 레벤슨          |             |
| 2023 | 더 데이팅 게임                         | 셰릴 브래드쇼        | 감독 데뷔작 |
| 2025 | 부탁 하나만 더 들어줘                  | 스테파니 스모더스    |             |